# Hilimagiao
Hilimagiao is een bestuurslaag in het regentschap Nias Selatan van de provincie Noord-Sumatra, Indonesië. Hilimagiao telt 332 inwoners (volkstelling 2010).